# Фернандо Палеолог
Дон Фернандо Палеолог био је племић грчког порекла из XV и XVI века који је живео у Италији. Након смрти титуларног деспота Андреја Палеолога 1502. године, Фернандо је полагао право на титулу деспота Мореје. Иако се генерално верује да деспот Андреј Палеолог није имао деце, Фернандо је могао бити његов син, мада могуће ванбрачан, а преко Андреја могуће сродник цара Константина XI Палеолога, последњег византијског цара.
Постоји помен из раног XVI века о деспоту Мореје који је командовао коњичком јединицом и имао сина по имену Ђовани Мартино Леонардо, али није јасно да ли се то односи на Фернанда, с обзиром на постојање савременог ривала који је претендовао на титулу, Константина Аријанита.

## Биографија
Фернандо је први пут потврђен 17. јула 1499. године, када је војвода од Милана, Лудовико Сфорца, јавио да је послао „Дон Фернанда, сина деспота Мореје, нећака господара Константина Аријанита, гувернера Монферата, Турчину са пет коња“. Чини се да је ово била дипломатска, или могуће шпијунска, мисија. Једини претендент на титулу деспота Мореје у то време био је Андреј Палеолог. Иако се сматра да Андреј није имао деце, стога је могуће да је Фернандо био Андрејев син. Историчар Џонатан Харис сматра да је могуће да је Фернандо био Андрејев ванбрачни син.
Након што је Андреј Палеолог умро у јуну 1502. године, Фернандо је усвојио титулу деспота Мореје. Фернандов живот је нејасан и чини се да је оставио релативно мали утицај на историју. Зашто није јасно, али је могуће да је некако био спречен, што је можда објашњиво ако је био нелегитиман. Алтернативно, једноставно није био вољан да игра истакнутију улогу. Након Андрејеве смрти, генеалогички неповезани титуларни кнез Константин Аријанити, поменут у Сфорцином извештају из 1499. године, такође је полагао право на титулу деспота Мореје. Писмо Антонија Ђустинијанија, млетачког амбасадора код папе, помиње неименованог „деспота“ који је командовао коњичком јединицом у октобру 1502. године, иако Џонатан Харис сматра да би ово могла бити референца на Константина Аријанита, а не на Фернанда.
Један од Андрејевих наследника као претендента на положај деспота, чије име се не помиње у изворима, покренуо је проблеме протокола када је 1518. године позвао папу Лава X да постане кум његовог сина Ђованија Мартина Леонарда (Joannes Martinus Leonhardus  како је написано на латинском) и такође позвао десет кардинала на крштење. Према речима савременог папског мајстора церемоније, Париса де Грасиса, тражене почасти су биле као да је деспот веровао да „крштава самог цара хришћанског света“. Кенет Сетон, пишући 1962. године, веровао је да је овај деспот Константин Аријанит, мишљење које је такође заступао Кристијан Готфрид Хофман, који је укључио извештај Париса де Грасиса о овом догађају у своје дело Nova scriptorum ac monumentorum partim rarissimorum partim ineditorum, збирку историјских текстова, 1731. године. Идентификација са кнезом Константином је, међутим, проблематична, с обзиром на то да савремени извори иначе тврде да је титуларни кнез Константин имао само једног сина, по имену Аријанито. Џонатан Харис сматра да би овај деспот из 1518. године могао бити Фернандо.